# Pyganodon fragilis
Pyganodon fragilis är en musselart som först beskrevs av Jean-Baptiste Lamarck 1819.  Pyganodon fragilis ingår i släktet Pyganodon och familjen målarmusslor. IUCN kategoriserar arten globalt som livskraftig. Inga underarter finns listade i Catalogue of Life.